# Andronikos Kakoullis
Andronikos Kakulis (ur. 3 maja 2001 w Lythrodontas) – cypryjski piłkarz, występujący na pozycji napastnika w cypryjskim klubie Omonia Nikozja oraz w reprezentacji Cypru. 

## Kariera klubowa[1]
W wieku 12 lat Andronikos trafił do Omonii Nikozja, jednego z najbardziej utytułowanych cypryjskich klubów.
W lidze cypryjskiej zadebiutował w 2019 roku w wieku zaledwie 18 lat. Było to zwycięskie spotkanie z Apollonem Limassol (1:0)
W następnych latach rozegrał w barwach Omonii 8 meczów w ramach Ligi Europy oraz w Eliminacjach Ligi Mistrzów.
W tym sezonie zawodnik rozegrał w lidze cypryjskiej 9 meczów i strzelił 3 gole (średnia goli na mecz 0.3)

## Kariera reprezentacyjna

### Cypr U-17
Kakulis zadebiutował w drużynie, gdy jej trenerem był Giannis Okkas. Zawodnik zagrał w dwóch meczach towarzyskich z Bułgarią U-16 oraz w eliminacjach do Mistrzostw Europy U-17 2018.

### Cypr U-19
Kakaulis zagrał w czterech meczach towarzyskich i pięciu w ramach eliminacji do EURO U19 2019 i 2020.

### Cypr U-21
Kakaulis zagrał w czterech meczach towarzyskich i pięciu w ramach eliminacji do EURO U21 2023

### Cypr
Toszewski zadebiutował 7 października 2020 roku w przegranym (1:2) meczu towarzyskim z Czechami. W barwach Cypru brał udział w Lidze Narodów 2020/21 oraz eliminacjach do Mistrzostw Świata w 2022.

## Statystyki

### Klubowe
(aktualne na dzień 8 grudnia 2022)
| Klub           | Sezon   | Liga                      | Liga  | Liga   | Puchar krajowy | Puchar krajowy | Kontynentalne | Kontynentalne | Suma  | Suma   |
| Klub           | Sezon   | Liga                      | Mecze | Bramki | Mecze          | Bramki         | Mecze         | Bramki        | Mecze | Bramki |
| -------------- | ------- | ------------------------- | ----- | ------ | -------------- | -------------- | ------------- | ------------- | ----- | ------ |
| Omonia Nikozja | 2019/20 | Protathlima A’ Kategorias | 14    | 2      | 4              | 1              | –             | –             | 18    | 3      |
| Omonia Nikozja | 2020/21 | Protathlima A’ Kategorias | 14    | 2      | 0              | 0              | 7             | 1             | 15    | 3      |
| Omonia Nikozja | 2021/22 | Protathlima A’ Kategorias | 30    | 5      | 8              | 1              | 12            | 3             | 50    | 9      |
| Omonia Nikozja | 2022/23 | Protathlima A’ Kategorias | 23    | 7      | 5              | 0              | 6             | 1             | 34    | 8      |
| Omonia Nikozja | Łącznie | Łącznie                   | 81    | 16     | 17             | 2              | 25            | 5             | 117   | 23     |

### Reprezentacyjne
(aktualne na dzień 12 listopada 2022)
| Występy i gole w reprezentacji | Występy i gole w reprezentacji | Występy i gole w reprezentacji | Występy i gole w reprezentacji | Występy i gole w reprezentacji | Występy i gole w reprezentacji | Występy i gole w reprezentacji | Występy i gole w reprezentacji | Występy i gole w reprezentacji |
| Lp.                            | Data                           | Miasto                         | Przeciwnik                     | Wynik                          | Czas                           | Gole                           | Inne                           | Rozgrywki                      |
| ------------------------------ | ------------------------------ | ------------------------------ | ------------------------------ | ------------------------------ | ------------------------------ | ------------------------------ | ------------------------------ | ------------------------------ |
| 1.                             | 7.10.2020                      | Larnaka                        | Czechy                         | 1:2 (1:2)                      | 1'–73'                         |                                |                                | mecz towarzyski                |
| 2.                             | 17.11.2020                     | Podgorica                      | Czarnogóra                     | 0:4 (0:3)                      | 1'–65'                         |                                |                                | Liga Narodów 2020 Dywizja C    |
| 3.                             | 8.10.2021                      | Larnaka                        | Chorwacja                      | 0:3 (0:1)                      | 85'–90'                        |                                |                                | el. MŚ 2022                    |
| 4.                             | 11.10.2021                     | Larnaka                        | Malta                          | 2:2 (1:0)                      | 61'–90'                        |                                |                                | el. MŚ 2022                    |
| 5.                             | 11.11.2021                     | Petersburg                     | Rosja                          | 0:6 (0:1)                      | 74'–90'                        |                                |                                | el. MŚ 2022                    |
| 6.                             | 14.11.2021                     | Lublana                        | Słowenia                       | 1:2 (0:0)                      | 81'–90'                        | 1                              |                                | el. MŚ 2022                    |
| 7.                             | 24.03.2022                     | Tallinn                        | Estonia                        | 0:0                            | 90+3'                          |                                |                                | Liga Narodów 2022 Play-offy    |
| 8.                             | 2.06.2022                      | Larnaka                        | Kosowo                         | 0:2 (0:0)                      | 76'–90'                        |                                |                                | Liga Narodów 2022 Dywizja C    |
| 9.                             | 5.06.2022                      | Larnaka                        | Irlandia Północna              | 0:0                            | 77'–90'                        |                                |                                | Liga Narodów 2022 Dywizja C    |
| 10.                            | 12.06.2022                     | Belfast                        | Irlandia Północna              | 2:2 (0:1)                      | 1'–78'                         | 2                              |                                | Liga Narodów 2022 Dywizja C    |
| 11.                            | 24.09.2022                     | Larnaka                        | Grecja                         | 1:0 (1:0)                      | 75'–90'                        |                                |                                | Liga Narodów 2022 Dywizja C    |
| 12.                            | 27.09.2022                     | Prisztina                      | Kosowo                         | 1:5 (0:2)                      | 72'–90'                        |                                |                                | Liga Narodów 2022 Dywizja C    |
| 13.                            | 16.11.2022                     | Strowolos                      | Bułgaria                       | 0:2 (0:1)                      | 1'–65'                         |                                |                                | mecz towarzyski                |
| 14.                            | 25.03.2023                     | Glasgow                        | Szkocja                        | 0:3 (0:1)                      | 68'–90'                        |                                |                                | el. EURO 2024                  |
| 15.                            | 28.03.2023                     | Erywań                         | Armenia                        | 2:2 (0:1)                      | 1'–67'                         |                                |                                | mecz towarzyski                |